# Blohm & Voss BV 138
El Blohm & Voss BV 138 Seedrache (Drac marí), també anomenat Der Fliegende Holzschuh (l'esclop volador) a partir de la forma lateral del seu fuselatge, així com del títol de l'òpera de Wagner Der Fliegende Hollander (L'holandès errant), va ser un hidrocanoa trimotor alemany de la Segona Guerra Mundial que servia a la Luftwaffe com aeronau de patrulla marítima de llarg abast i reconeixement naval.

## Disseny i desenvolupament
Originalment dissenyat el 1937 per la companyia Hamburger Flugzeugbau, va ser designat inicialment pel RLM com a Ha 138. El seu aspecte era únic per la seva combinació inusual de la seva unitat de cua doble, el fuselatge curt d'hidrocanoa i la configuració trimotor. El casc curt, amb el seu pas hidrodinàmic per sota i els seus costats plans, li va valer el sobrenom de Fliegender Holzschuh (l'escop volador). La seva designació final de BV 138 ve donada pel canvi de codi del RML per la redenominació de la companyia com a Abteilung Flugzeugbau der Schiffswerft Blohm & Voss.

Blohm & Voss BV 138 C1

Feia servir tres motors de pistó. El motor central es muntava per sobre de l'ala, amb una hèlix de quatre pales, mentre que els motors d'ala eren més baixos, amb hèlices de tres pales. La primera versió estandarditzada, la BV 138 B-1, estava impulsada per tres motors dièsel Junkers Jumo 205D. Per motius hidrodinàmics, el casc presentava un característic pas hidrodinàmic que retallava per sota la popa. En total, es van fabricar 227 exemplars de les variants de servei estàndard del BV 138. La primera variant d'aquest tipus, BV 138 C-1, va ser operativa el març de 1941. Mentre que les variants no estàndard portaven una gran varietat d'armament, la variant estàndard comptava amb dues torretes tancades, motoritzades, cadascuna amb un canó automàtic MG 151/20, que estaven situades de manera destacada a la proa i a la popa. Un tercer lloc completament obert, al darrere del motor central muntava una metralladora MG 131 per donar cobertura als camps de foc obstruïts per l'estabilitzador horitzontal. La variant BV 138 C1/U1 podria portar fins a 500 kg de bombes o càrregues de profunditat. Entre 1942 i 1943 es va introduir la variant BV 138 MS que incorporava una antena circular que encerclava tot el fuselatge per a desmagnetitzar els camps de mines, que també s'utilitzava en certs models del transport trimotor Ju 52/3m utilitzats per al mateix servei. Una variant anti-vaixell portava el radar de cerca marítima de banda baixa UHF FuG 200 Hohentwiel.

## Ús operacional
Els primers models BV 138 B1 van participar en la invasió de Noruega i amb la caiguda de França van començar a patrullar el golf de Biscaia. A l'inici de 1941 les dues unitats que operaven a França van ser retirades al Mar Bàltic per rebre el nou model C1. Mentrestant, Noruega es va convertir en la principal base d'operacions. Des de les bases noruegues els BV 138 tenien a l'abast l'Atlàntic Nord i l'Àrtic que els permetia de seguir i atacar els combois en direcció a la URSS. A l'estiu del 1943, abastats des de la mar per U-boots, es va establir una base a Novaya Zemlya durant tres setmanes.